# Gereby
Gereby er navnet på en forhenværende landsby og et gods i det nordlige Tyskland, beliggende vest for Karby på halvøen Svans i det østlige Sydslesvig. Gereby optræder første gang i skriftlige kilder i 1335.
I 1537 solgte den sidste katolske biskop i Slesvig Stift Gottschalk af Ahlefeldt landsbyen Gereby sammen med omliggende Høgsmark, Nybøl og Brodersby (nu alle tilhørende Brodersby kommune) og godset Stubbe. Gereby blev erhvervet af Cay von Rantzau zu Klethkamp og omdannet til en større gård. Indbyggerne i Gereby og omegnen blev med tiden til livegne uden rettigheder og retsbeskyttelse. Kun i det nærliggende Karby forblev frie borger, mest håndværkere og købmænd. Ejerskabet af godset skiftede dog flere gange. I 1586 kom gården igen til Ahlefeldt-slægten. Mellem 1598 og 1671 var Gereby i ejerskabet af Rathlow-slægten og fra 1671 til 1785 var den i ejerskab af familie Brømbsen.
I 1720 blev der opført en ny herregårdsbygning med stor barokhave. I slutningen af 1700-tallet kom godset i besiddelse af Carl af Hessen, der i 1890 ophævede livegenskab. 1826 blev Gereby gods omdøbt til Carlsburg eller Karlsburg (på dansk Carlsborg). Af den tidligere landsby er der entet tilbage.
Syd for godset ligger den omtrent 186 ha store Gereby Skov (også Karlsborg Skov, på tysk Karlsburger Holz el. Gerebyer Holz).